# Raphèle-lès-Arles

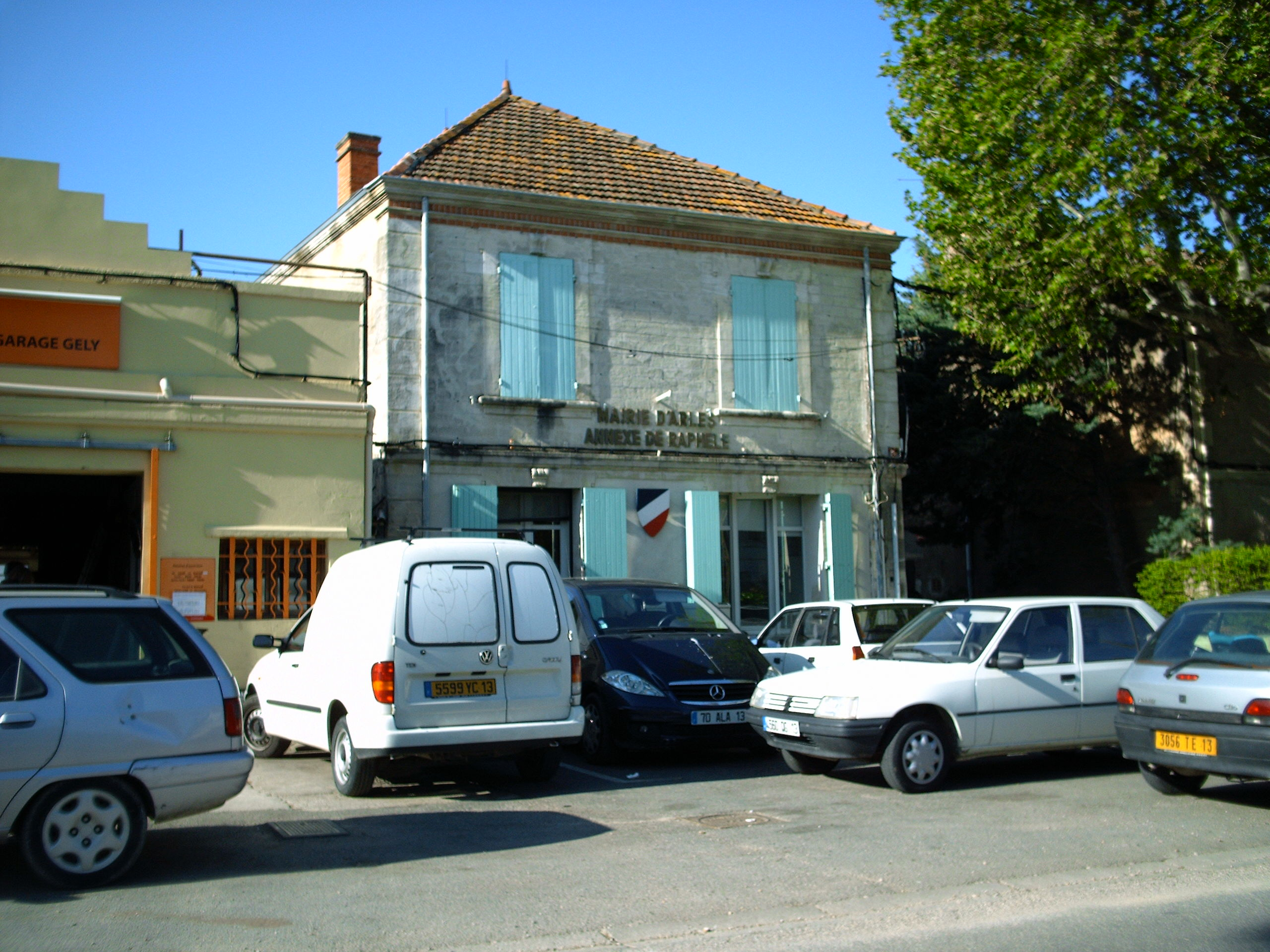
Mairie von Raphèle

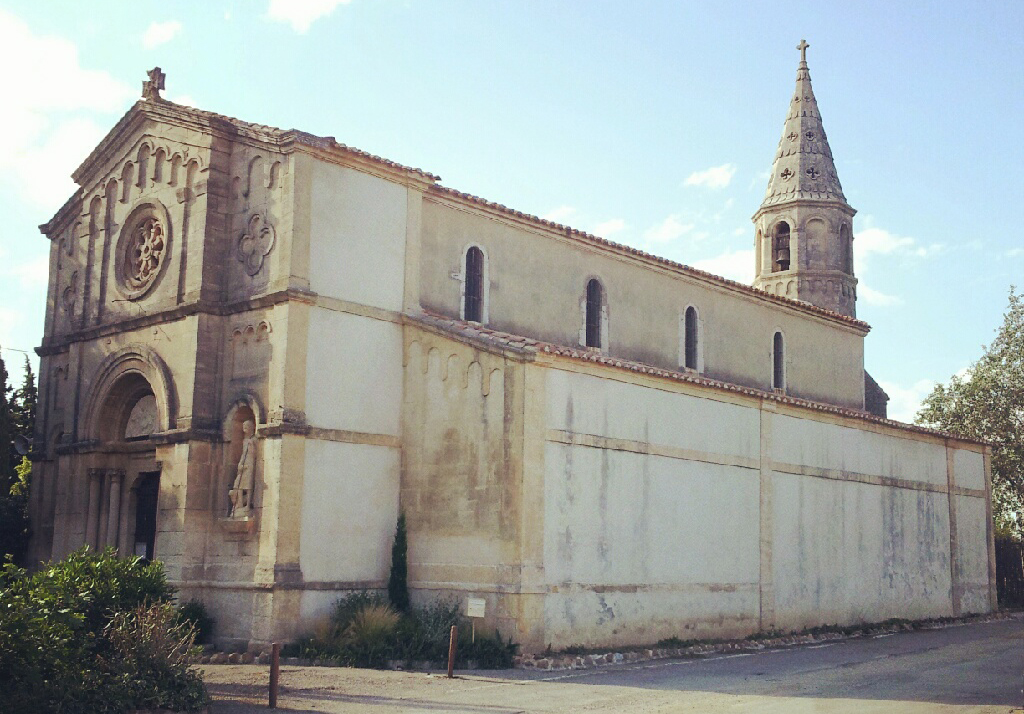
Kirche Saint-Geniès

Raphèle-lès-Arles (kurz: Raphèle) ist ein Ortsteil der französischen Stadt Arles im Département Bouches-du-Rhône.
Es befindet sich zwischen den Orten Pont-de-Crau (ein weiterer Ortsteil von Arles) und Saint-Martin-de-Crau. Das Dorf liegt im Kanton Salon-de-Provence-2 und gehört zur Landschaft Crau. Seit den 1970er-Jahren hat es sich schnell entwickelt. 2007 lebten in Raphèle 2756 Personen. Im Ort befindet sich die Kirche Saint-Geniès. Raphèle hat sogar eine eigene Mairie, bei der es sich jedoch nur um eine Zweigstelle der Verwaltung von Arles handelt.

Koordinaten: 43° 38′ 45″ N, 4° 43′ 23″ O